# Konatkiwci
Konatkiwci (ukr. Конатківці) – wieś na Ukrainie, w obwodzie winnickim, w rejonie żmeryńskim, w hromadzie Szarogród. W 2001 liczyła 883 mieszkańców, spośród których 875 wskazało jako ojczysty język ukraiński, 7 rosyjski, a 1 mołdawski.